# Siêu cúp bóng đá Việt Nam 2013
Trận chung kết Siêu Cúp bóng đá Quốc gia- Cup VPP Hồng Hà 2013 là trận chung kết lần thứ 15 của Siêu cúp bóng đá Việt Nam. Trận đấu diễn ra lúc 16h15 ngày 4 tháng 1 năm 2014 giữa hai đội bóng Hà Nội T&T (Là nhà vô địch Giải bóng đá vô địch quốc gia 2013) và Xi măng The Vissai Ninh Bình (Là nhà vô địch Giải bóng đá Cúp Quốc gia 2013 trên Sân vận động Ninh Bình Thành phố Ninh Bình thuộc Tỉnh Ninh Bình. Kết quả chung cuộc sau khi hai đội hòa 2-2 trong hai hiệp chính, Xi măng The Vissai Ninh Bình đánh bại Hà Nội T&T với tỷ số 5-4 sau loạt sút luân lưu 11m đầy hấp dẫn và lên ngôi vô địch lần đầu tiên. Thủ thành Mạnh Dũng của đội chủ nhà đã trở thành người hùng khi xuất sắc cản phá được 3 cú sút của Samson, Văn Quyết, Thành Lương để giúp đội nhà ngược dòng thắng chung cuộc 5-4. Đội trưởng Trần Mạnh Dũng của Xi măng The Vissai Ninh Bình nhận danh hiệu cầu thủ ghi bàn đầu tiên và cầu thủ xuất sắc nhất trận tranh Siêu Cúp này.

## Trước trận đấu
Trước trận tranh Siêu Cúp Quốc gia
Trận Siêu Cúp quốc gia sẽ được VTV6 truyền hình trực tiếp. Sân Ninh Bình cũng sẽ mở cửa tự do đón khán giả vào sân cổ vũ cho hai đội thi đấu. Đội giành chiến thắng trong trận tranh Siêu Cúp năm nay sẽ được nhận phần thưởng 200 triệu đồng, trong lúc đội thua cũng sẽ có 100 triệu đồng tiền thưởng. Còn cầu thủ xuất sắc nhất trận đấu được thưởng 5 triệu đồng.
Điều lệ trận đấu
Theo điều lệ, hai đội sẽ bước vào loạt sút luân lưu 11m ngay để phân định thắng thua nếu hòa nhau sau 2 hiệp đấu chính thức. Mỗi đội chỉ mang 9 cầu thủ dự bị và 3 cầu thủ tối đa vào sân thay người.
Phát biểu trước trận đấu
- Huấn luyện viên Nguyễn Văn Sỹ (V.Ninh Bình): "Chúng tôi cố gắng tận dụng tình huống cố định"

Tôi cho rằng trận đấu đầu mùa giải nên các cầu thủ sẽ khó có thể nhập cuộc nhanh. Chúng tôi gồm nhiều cầu thủ mới nên sẽ khó khăn hơn Hà Nội T&T khi triển khai lối chơi, vì thế tôi yêu cầu các cầu thủ phải tận dụng tốt những tình huống cố định và cả khả năng trận đấu phải phân định bằng loạt sút luân lưu. Siêu Cúp chỉ thi đấu có 1 trận thôi, V.Ninh Bình sẽ cố gắng chơi với phong độ tốt nhất để giành Siêu Cúp đầu tiên trong lịch sử đội bóng.
- Huấn luyện viên Phan Thanh Hùng (Hà Nội T&T): "Hy vọng V.Ninh Bình chưa ổn định"

Chuẩn bị cho trận đấu này chúng tôi đã tập huấn ở sân Thiên Trường (Nam Định) để tiện di chuyển đến Ninh Bình. Mỗi lần đến Ninh Bình, chúng tôi đều gặp nhiều khó khăn và chưa thể giành chiến thắng. V.Ninh Bình đang có lực lượng bổ sung chất lượng, nhưng điểm yếu của họ là sự ổn định, có lúc đá rất hay, có lúc lại xìu. Hy vọng trận đấu với chúng tôi họ chưa có phong độ mạnh nhất.

## Chi tiết trận đấu
| Xi măng The Vissai Ninh Bình                                                                                 | 2 – 2    | Hà Nội T&T |
| --- | -------- | --- |
| Trần Mạnh Dũng 23' · Lê Văn Duyệt 73'                                                                        | Chi tiết | Bùi Văn Hiếu 31' · Hoàng Vũ O.Samson 80'                                                                                      |
| Loạt sút luân lưu                                                                                            |          | |
| Phạm Văn Quyến · Sim Woon Sub · Trần Mạnh Dũng · Hoàng Vissai · Nguyễn Gia Từ · Chu Ngọc Anh · Tambwe Patiyo | 5 - 4    | Gonzalo Marronkle · Nguyễn Quốc Long · Hoàng Vũ Samson · Nguyễn Văn Quyết · Bùi Văn Hiếu · Nguyễn Văn Biển · Phạm Thành Lương |

| ● Patiyo ● Văn Thắng ● Danh Ngọc ● Mạnh Dũng ● Woon Sub ● Anh Tuấn ● Ngọc Anh ● Quang Hùng ● Phước Tứ ● Hoàng Vissai ● Mạnh Dũng |
| Bố trí đội hình của Xi măng The Vissai Ninh Bình.                                                                                |

| XI MĂNG THE VISSAI NINH BÌNH: |    |                    |  |       |
|                               |    |                    |  |       |
| GK                            | 25 | Nguyễn Mạnh Dũng   |  |       |
| RB                            | 20 | Lê Quang Hùng      |  | 90+2' |
| CB                            | 3  | Lê Phước Tứ        |  |       |
| CB                            | 2  | Hoàng Vissai       |  |       |
| LB                            | 27 | Chu Ngọc Anh       |  |       |
| RM                            | 21 | Trần Mạnh Dũng (C) |  |       |
| CM                            | 18 | Phan Anh Tuấn      |  | 78'   |
| CM                            | 6  | Sim Woon Sub       |  |       |
| LM                            | 9  | Hoàng Danh Ngọc    |  | 65'   |
| ST                            | 16 | Lê Văn Thắng       |  |       |
| ST                            | 30 | Tambwe Patiyo      |  |       |
| Cầu thủ dự bị:                |    |                    |  |       |
| CM,CDM                        | 8  | Nguyễn Đức Linh    |  |       |
| CM,CDM                        | 15 | Nguyễn Minh Tùng   |  |       |
| LS,RS,CF                      | 10 | Phạm Văn Quyến     |  | 90+2' |
| RB                            | 5  | Lê Văn Duyệt       |  | 65'   |
| RM,LM                         | 17 | Lê Ngọc Nam        |  |       |
| CB                            | 26 | Nguyễn Gia Từ      |  | 78'   |
| GK                            | 32 | Nguyễn Văn Hưng    |  |       |
| RM,LM                         | 28 | Trần Văn Cường     |  |       |
| LS,RS,CF                      | 29 | Phạm Xuân Phú      |  |       |
| Huấn luyện viên:              |    |                    |  |       |
| Nguyễn Văn Sỹ                 |    |                    |  |       |

| HÀ NỘI T&T:      |    |                    |  |     |
|                  |    |                    |  |     |
| GK               | 1  | Dương Hồng Sơn (C) |  |     |
| RB               | 14 | Nguyễn Hồng Tiến   |  | 77' |
| CB               | 20 | Gonzalo Marronkle  |  |     |
| CB               | 5  | Nguyễn Văn Biển    |  |     |
| LB               | 22 | Nguyễn Quốc Long   |  |     |
| RM               | 21 | Nguyễn Ngọc Duy    |  | 60' |
| CM               | 6  | Bùi Văn Hiếu       |  |     |
| CM               | 8  | Cao Sỹ Cường       |  |     |
| LM               | 11 | Phạm Thành Lương   |  |     |
| ST               | 36 | Goran Gruica       |  |     |
| ST               | 39 | Hoàng Vũ O.Samson  |  |     |
| Cầu thủ dự bị:   |    |                    |  |     |
| LM               | 17 | Lê Hồng Minh       |  |     |
| LB,RB            | 37 | Sầm Ngọc Đức       |  | 77' |
| GK               | 30 | Nguyễn Văn Công    |  |     |
| ST               | 19 | Thạch Bảo Khanh    |  |     |
| CM               | 23 | Nguyễn Hải An      |  |     |
| RM               | 13 | Nguyễn Tiến Dũng   |  |     |
| ST,CF            | 10 | Nguyễn Văn Quyết   |  | 60' |
| CB               | 55 | Phạm Văn Thành     |  |     |
| CM,CDM           | 89 | Đào Duy Khánh      |  |     |
| Huấn luyện viên: |    |                    |  |     |
| Phan Thanh Hùng  |    |                    |  |     |

| THÔNG TIN TRẬN ĐẤU ĐIỀU HÀNH TRẬN ĐẤU - Giám sát trận đấu: Trần Văn Nhật - Điều phối viên: Trần Quốc Trung - Giám sát trọng tài: Nguyễn Tấn Hiền - Trợ lý trọng tài 1: Phạm Mạnh Long - Trợ lý trọng tài 2: Trần Thanh Hiếu - Trọng tài thứ tư: Trần Trung Hiếu. | QUY ĐỊNH TRẬN ĐẤU - Thời gian thi đấu 90 Phút (Mỗi hiệp 45 phút, nghĩ giữa hiệp 15 phút). - Đá luân lưu nếu tỷ số hòa. - 7 cầu thủ dự bị. - Tối đa thay người 3 cầu thủ. |

| Siêu cúp bóng đá Việt Nam năm 2013 Nhà vô địch    |
| ------------------------------------------------- |
| Xi măng The Vissai Ninh Bình Vô địch lần thứ nhất |